# Gamification
|  | Sammenskrivningsforslag Artiklerne Spilmatisering, Gamification er foreslået sammenskrevet. (Siden maj 2018) Diskutér forslaget |

Gamification (i Harddisken forsøgt oversat til "spilificering") er det fænomen, at man tilsætter spilelementer til ting og aktiviteter, som ikke er spil – eksempelvis websites eller arbejdsformer – eksempelvis ved at belønne ønsket brugeradfærd i denne sammenhæng. Der er mange teknikker, eksempelvis point, "præstationer", highscorelister og virtuelle penge.
Et andet eksempel er at en undervisningssituation kan gamificeres ved at tilføre en bestemt storyline til undervisningen, levels, mål og delmål. Derved visualiseres målene for eleverne på en meget forståelig og håndgribelig måde. Denne arbejdsmetode ses bl.a. brugt på Columbusskolen i Skanderborg Kommune.
Mark J. Nelson fra IT-Universitetet i København har set på sovjetiske og amerikanske forløbere for gamificationen af arbejdslivet.
Gamification er nært knyttet til anvendelsen af spilbaserede træning i organisations- og kompetenceudvikling, en træningsform der i dag er brugt i hovedparten af de største danske virksomheder.